# Collegio di Cambridge
Cambridge è un collegio elettorale situato nel Cambridgeshire, nell'Est dell'Inghilterra, e rappresentato alla Camera dei comuni del Parlamento del Regno Unito. Elegge un membro del parlamento con il sistema first-past-the-post, ossia maggioritario a turno unico; l'attuale parlamentare è Daniel Zeichner del Partito Laburista, che rappresenta il collegio dal 2015.

## Estensione

I ward di Cambridge dal 2010, con i relativi codici postali

Cambridge nel Cambridgeshire dal 2010 al 2024

- 1918–1983: il Municipal Borough di Cambridge.
- 1983–2010: i ward della Città di Cambridge di Abbey, Arbury, Castle, Cherry Hinton, Coleridge, East Chesterton, King's Hedges, Market, Newnham, Petersfield, Romsey e West Chesterton.
- 2010–2024: i ward della Città di Cambridge di Abbey, Arbury, Castle, Cherry Hinton, Coleridge, East Chesterton, King’s Hedges, Market, Newnham, Petersfield, Romsey, Trumpington e West Chesterton.
- dal 2024: come sopra, meno Cherry Hinton.

Il collegio copre all'incirca la città di Cambridge, incluse aree come Chesterton, Newnham e Cherry Hinton, anche se un ward a sud della città (Queen Edith's) si trova nel collegio di South Cambridgeshire. 

## Membri del parlamento

### Dal 1789 al 1885
Prima del 1885 il collegio venne rappresentato da due deputati.
| Elezione   | Primo deputato                  | Primo deputato                  | Primo partito                   | Secondo deputato                | Secondo deputato                | Secondo partito                 |
| ---------- | ------------------------------- | ------------------------------- | ------------------------------- | ------------------------------- | ------------------------------- | ------------------------------- |
| 1789 (S)   |                                 | Edward Finch                    | Tory                            |                                 | Francis Dickins                 | Tory                            |
| 1791 (S)   | Robert Manners                  | Edward Finch                    | Tory                            |                                 |                                 | Tory                            |
| 1819 (S)   | Robert Manners                  | Frederick Trench                | Tory                            |                                 |                                 | Tory                            |
| 1820       | Charles Madryll Cheere          | Frederick Trench                | Tory                            |                                 |                                 | Tory                            |
| 1825 (S)   | James Graham                    | Frederick Trench                | Tory                            |                                 |                                 | Tory                            |
| 1832       |                                 | George Pryme                    | Whigs                           |                                 | Thomas Spring Rice              | Whigs                           |
| 1839 (S)   |                                 | George Pryme                    | Whigs                           | John Manners-Sutton             | Conservatore                    |                                 |
| 1840 (S)   | Alexander Grant                 | George Pryme                    | Whigs                           |                                 | Conservatore                    |                                 |
| 1841       | Alexander Grant                 |                                 | John Manners-Sutton             | Conservatore                    | Conservatore                    |                                 |
| 1843 (S)   | Fitzroy Kelly                   |                                 | John Manners-Sutton             | Conservatore                    | Conservatore                    |                                 |
| 1847       |                                 | Robert Adair                    | Whigs                           |                                 | William Campbell                | Whigs                           |
| 1852       |                                 | Kenneth Macaulay                | Conservatore                    |                                 | John Harvey Astell              | Conservatore                    |
| Marzo 1853 | Elezioni sospese                | Elezioni sospese                | Elezioni sospese                | Elezioni sospese                | Elezioni sospese                | Elezioni sospese                |
| 1854 (S)   |                                 | Robert Adair                    | Radicale                        |                                 | Francis Mowatt                  | Radicale                        |
| 1857       |                                 | Kenneth Macaulay                | Conservatore                    |                                 | Andrew Steuart                  | Conservatore                    |
| 1863 (S)   | Francis Powell                  | Kenneth Macaulay                | Conservatore                    |                                 |                                 | Conservatore                    |
| 1865       | Francis Powell                  | William Forsyth                 | Conservatore                    |                                 |                                 | Conservatore                    |
| 1866 (S)   | Francis Powell                  | John Eldon Gorst                | Conservatore                    |                                 |                                 | Conservatore                    |
| 1868       |                                 | Robert Torrens                  | Liberale                        |                                 | William Fowler                  | Liberale                        |
| 1874       |                                 | Alfred Marten                   | Conservatore                    |                                 | Patrick Boyle Smollett          | Conservatore                    |
| 1880       |                                 | William Fowler                  | Liberale                        |                                 | Hugh Shield                     | Liberale                        |
| 1885       | Il collegio diventa uninominale | Il collegio diventa uninominale | Il collegio diventa uninominale | Il collegio diventa uninominale | Il collegio diventa uninominale | Il collegio diventa uninominale |

### Dal 1885
Dal 1885 il collegio divenne uninominale.
| Elezione | Elezione            | Deputato                          | Partito      |
| -------- | ------------------- | --------------------------------- | ------------ |
|          | 1885                | Robert Uniacke-Penrose-Fitzgerald | Conservatore |
|          | 1906                | Stanley Buckmaster                | Liberale     |
|          | Gen 1910            | Almeric Paget                     | Conservatore |
| 1917 (S) | Eric Geddes         |                                   | Conservatore |
| 1922 (S) | George Newton       |                                   | Conservatore |
| 1934 (S) | Richard Tufnell     |                                   | Conservatore |
|          | 1945                | Arthur Symonds                    | Laburista    |
|          | 1950                | Hamilton Kerr                     | Conservatore |
|          | 1966                | Robert Davies                     | Laburista    |
|          | 1967 (S)            | David Lane                        | Conservatore |
| 1976 (S) | Robert Rhodes James |                                   | Conservatore |
|          | 1992                | Anne Campbell                     | Laburista    |
|          | 2005                | David Howarth                     | Lib Dem      |
| 2010     | Julian Huppert      |                                   | Lib Dem      |
|          | 2015                | Daniel Zeichner                   | Laburista    |

## Elezioni

### Elezioni negli anni 2020
| Partito                    | Partito                                | Candidato                  | Risultati 4 luglio 2024 | Risultati 4 luglio 2024 |
| Partito                    | Partito                                | Candidato                  | Voti                    | %                       |
| -------------------------- | -------------------------------------- | -------------------------- | ----------------------- | ----------------------- |
|                            | Laburista                              | Daniel Zeichner            | 19 614                  | 46,59                   |
|                            | Lib Dem                                | Cheney Payne               | 8 536                   | 20,28                   |
|                            | Verdi                                  | Sarah Nicmanis             | 6 842                   | 16,25                   |
|                            | Conservatore                           | Shane Manning              | 5 073                   | 12,05                   |
|                            | Workers                                | Khalid Abu-Tayyem          | 951                     | 2,26                    |
|                            | Indipendente                           | David Carmona              | 819                     | 1,95                    |
|                            | Rebooting Democracy                    | Keith Garrett              | 265                     | 0,63                    |
|                            |                                        |                            |                         |                         |
| Iscritti                   | Iscritti                               | Iscritti                   | 70 315                  | 100,00                  |
| ↳ Votanti (% su iscritti)  | ↳ Votanti (% su iscritti)              | ↳ Votanti (% su iscritti)  | 42 100                  | 59,87                   |
| ↳ Astenuti (% su iscritti) | ↳ Astenuti (% su iscritti)             | ↳ Astenuti (% su iscritti) | 28 215                  | 40,13                   |
|                            |                                        |                            |                         |                         |
|                            | Esito: collegio confermato a Laburista |                            |                         |                         |

### Elezioni negli anni 2010
| Partito                    | Partito                                | Candidato                  | Risultati 12 dicembre 2019 | Risultati 12 dicembre 2019 |
| Partito                    | Partito                                | Candidato                  | Voti                       | %                          |
| -------------------------- | -------------------------------------- | -------------------------- | -------------------------- | -------------------------- |
|                            | Laburista                              | Daniel Zeichner            | 25 776                     | 47,97                      |
|                            | Lib Dem                                | Rod Cantrill               | 16 137                     | 30,03                      |
|                            | Conservatore                           | Russell Perrin             | 8 342                      | 15,53                      |
|                            | Verdi                                  | Jeremy Caddick             | 2 164                      | 4,03                       |
|                            | Brexit                                 | Peter Dawe                 | 1 041                      | 1,94                       |
|                            | Indipendente                           | Miles Hurley               | 111                        | 0,21                       |
|                            | SDP                                    | Jane Robins                | 91                         | 0,17                       |
|                            | Rebooting Democracy                    | Keith Garrett              | 67                         | 0,12                       |
|                            |                                        |                            |                            |                            |
| Iscritti                   | Iscritti                               | Iscritti                   | 79 951                     | 100,00                     |
| ↳ Votanti (% su iscritti)  | ↳ Votanti (% su iscritti)              | ↳ Votanti (% su iscritti)  | 53 729                     | 67,20                      |
| ↳ Astenuti (% su iscritti) | ↳ Astenuti (% su iscritti)             | ↳ Astenuti (% su iscritti) | 26 222                     | 32,80                      |
|                            |                                        |                            |                            |                            |
|                            | Esito: collegio confermato a Laburista |                            |                            |                            |

| Partito                    | Partito                                | Candidato                  | Risultati 8 giugno 2017 | Risultati 8 giugno 2017 |
| Partito                    | Partito                                | Candidato                  | Voti                    | %                       |
| -------------------------- | -------------------------------------- | -------------------------- | ----------------------- | ----------------------- |
|                            | Laburista                              | Daniel Zeichner            | 29 032                  | 51,90                   |
|                            | Lib Dem                                | Julian Huppert             | 16 371                  | 29,27                   |
|                            | Conservatore                           | John Hayward               | 9 133                   | 16,33                   |
|                            | Verdi                                  | Stuart Tuckwood            | 1 265                   | 2,26                    |
|                            | Rebooting Democracy                    | Keith Garrett              | 133                     | 0,24                    |
|                            |                                        |                            |                         |                         |
| Iscritti                   | Iscritti                               | Iscritti                   | 78 011                  | 100,00                  |
| ↳ Votanti (% su iscritti)  | ↳ Votanti (% su iscritti)              | ↳ Votanti (% su iscritti)  | 55 934                  | 71,70                   |
| ↳ Astenuti (% su iscritti) | ↳ Astenuti (% su iscritti)             | ↳ Astenuti (% su iscritti) | 22 077                  | 28,30                   |
|                            |                                        |                            |                         |                         |
|                            | Esito: collegio confermato a Laburista |                            |                         |                         |

| Partito                    | Partito                                      | Candidato                  | Risultati 7 maggio 2015 | Risultati 7 maggio 2015 |
| Partito                    | Partito                                      | Candidato                  | Voti                    | %                       |
| -------------------------- | -------------------------------------------- | -------------------------- | ----------------------- | ----------------------- |
|                            | Laburista                                    | Daniel Zeichner            | 18 646                  | 36,01                   |
|                            | Lib Dem                                      | Julian Huppert             | 18 047                  | 34,86                   |
|                            | Conservatore                                 | Chamali Fernando           | 8 117                   | 15,68                   |
|                            | Verdi                                        | Rupert Read                | 4 109                   | 7,94                    |
|                            | UKIP                                         | Patrick O'Flynn            | 2 668                   | 5,15                    |
|                            | Rebooting Democracy                          | Keith Garrett              | 187                     | 0,36                    |
|                            |                                              |                            |                         |                         |
| Iscritti                   | Iscritti                                     | Iscritti                   | 83 371                  | 100,00                  |
| ↳ Votanti (% su iscritti)  | ↳ Votanti (% su iscritti)                    | ↳ Votanti (% su iscritti)  | 51 774                  | 62,10                   |
| ↳ Astenuti (% su iscritti) | ↳ Astenuti (% su iscritti)                   | ↳ Astenuti (% su iscritti) | 31 597                  | 37,90                   |
|                            |                                              |                            |                         |                         |
|                            | Esito: collegio passa da Lib Dem a Laburista |                            |                         |                         |

| Partito                    | Partito                              | Candidato                  | Risultati 6 maggio 2010 | Risultati 6 maggio 2010 |
| Partito                    | Partito                              | Candidato                  | Voti                    | %                       |
| -------------------------- | ------------------------------------ | -------------------------- | ----------------------- | ----------------------- |
|                            | Lib Dem                              | Julian Huppert             | 19 621                  | 39,14                   |
|                            | Conservatore                         | Nick Hillman               | 12 829                  | 25,59                   |
|                            | Laburista                            | Daniel Zeichner            | 12 174                  | 24,28                   |
|                            | Verdi                                | Tony Juniper               | 3 804                   | 7,59                    |
|                            | UKIP                                 | Peter Burkinshaw           | 1 195                   | 2,38                    |
|                            | Cambridge Socialists                 | Martin Booth               | 362                     | 0,72                    |
|                            | Indipendente                         | Robert Ambridge            | 145                     | 0,29                    |
|                            |                                      |                            |                         |                         |
| Iscritti                   | Iscritti                             | Iscritti                   | 77 123                  | 100,00                  |
| ↳ Votanti (% su iscritti)  | ↳ Votanti (% su iscritti)            | ↳ Votanti (% su iscritti)  | 50 130                  | 65,00                   |
| ↳ Astenuti (% su iscritti) | ↳ Astenuti (% su iscritti)           | ↳ Astenuti (% su iscritti) | 26 993                  | 35,00                   |
|                            |                                      |                            |                         |                         |
|                            | Esito: collegio confermato a Lib Dem |                            |                         |                         |

### Elezioni negli anni 2000
| Partito                    | Partito                                      | Candidato                  | Risultati 5 maggio 2005 | Risultati 5 maggio 2005 |
| Partito                    | Partito                                      | Candidato                  | Voti                    | %                       |
| -------------------------- | -------------------------------------------- | -------------------------- | ----------------------- | ----------------------- |
|                            | Lib Dem                                      | David Howarth              | 19 152                  | 43,96                   |
|                            | Laburista                                    | Anne Campbell              | 14 813                  | 34,00                   |
|                            | Conservatore                                 | Ian Lyon                   | 7 193                   | 16,51                   |
|                            | Verdi                                        | Martin Lucas-Smith         | 1 245                   | 2,86                    |
|                            | UKIP                                         | Helene Davies              | 569                     | 1,31                    |
|                            | Respect                                      | Tom Woodcock               | 477                     | 1,09                    |
|                            | Indipendente                                 | Suzon Forscey-Moore        | 60                      | 0,14                    |
|                            | Indipendente                                 | Graham Wilkinson           | 60                      | 0,14                    |
|                            |                                              |                            |                         |                         |
| Iscritti                   | Iscritti                                     | Iscritti                   | 70 159                  | 100,00                  |
| ↳ Votanti (% su iscritti)  | ↳ Votanti (% su iscritti)                    | ↳ Votanti (% su iscritti)  | 43 569                  | 62,10                   |
| ↳ Astenuti (% su iscritti) | ↳ Astenuti (% su iscritti)                   | ↳ Astenuti (% su iscritti) | 26 590                  | 37,90                   |
|                            |                                              |                            |                         |                         |
|                            | Esito: collegio passa da Laburista a Lib Dem |                            |                         |                         |

| Partito                    | Partito                                | Candidato                  | Risultati 7 giugno 2001 | Risultati 7 giugno 2001 |
| Partito                    | Partito                                | Candidato                  | Voti                    | %                       |
| -------------------------- | -------------------------------------- | -------------------------- | ----------------------- | ----------------------- |
|                            | Laburista                              | Anne Campbell              | 19 316                  | 45,09                   |
|                            | Lib Dem                                | David Howarth              | 10 737                  | 25,07                   |
|                            | Conservatore                           | Graham Stuart              | 9 829                   | 22,95                   |
|                            | Verdi                                  | Stephen Lawrence           | 1 413                   | 3,30                    |
|                            | Alleanza Socialista                    | Howard Senter              | 716                     | 1,67                    |
|                            | UKIP                                   | Len Baynes                 | 532                     | 1,24                    |
|                            | ProLife Alliance                       | Clare Underwood            | 232                     | 0,54                    |
|                            | Rivoluzionario dei Lavoratori          | Margaret Courtney          | 61                      | 0,14                    |
|                            |                                        |                            |                         |                         |
| Iscritti                   | Iscritti                               | Iscritti                   | 70 686                  | 100,00                  |
| ↳ Votanti (% su iscritti)  | ↳ Votanti (% su iscritti)              | ↳ Votanti (% su iscritti)  | 42 836                  | 60,60                   |
| ↳ Astenuti (% su iscritti) | ↳ Astenuti (% su iscritti)             | ↳ Astenuti (% su iscritti) | 27 850                  | 39,40                   |
|                            |                                        |                            |                         |                         |
|                            | Esito: collegio confermato a Laburista |                            |                         |                         |

## Risultati dei referendum

### Referendum sulla permanenza del Regno Unito nell'Unione europea del 2016
|             | Collegio    | Lasciare UE % | Rimanere in UE % |
| ----------- | ----------- | ------------- | ---------------- |
|             | Cambridge   | 26,2%         | 73,8%            |
|             | Inghilterra | 53,3%         | 46,7%            |
| Regno Unito | 51,9%       | 48,1%         |                  |